# Aphidounguis mali
Aphidounguis mali är en insektsart som beskrevs av Takahashi, R. 1963. Aphidounguis mali ingår i släktet Aphidounguis och familjen långrörsbladlöss. Inga underarter finns listade i Catalogue of Life.